# Шпинел
Шпинелите (spinel) са минерали от шпинеловата и магнетит-хромитовата група с обща формула АВ2О4. Най-известният от тях е обикновеният шпинел – MgAl2O4.
В природата минералите с шпинелова структура се срещат в базични и ултрабазични скали, а в екзогенни условия – в морските и речните пясъци. В зависимост от разположението на йона – заемащ тетраедрична позиция – различаваме шпинели с права и обратна (обърната) структура (инверсни шпинели). Минералът кандилит е шпинел с обратна структура – Mg2TiO4. Обикновеният или благороден шпинел MgAl2O4, е скъпоценен камък. В техническата керамика шпинелите намират много широко приложение – като постоянни магнити като основа за производството на процесори и др.

## Шпинелова група
Шпинелите са минерали от шпинеловата и магнетит-хромитовата група с обща формула АВ2О4, където А2+ – Mg, Fe, Mn, Cu, Zn, Co, Ni и др., а В3+ – Al, Fe, Cr и др. Съществуват няколко подгрупи шпинели, изразени с молекулни формули, MIIMIII2O4 (FeCr2O4, ZnAl2O4, BeAl2O4, CoCo2O3 и други), MIVMII2O4 (TiZn2O4,SnCo2O4) и най-редкия клас – MI2MVIO4 (Na2MoO4, Ag2MoO4).
Инверсните шпинели са съответно с формулите – MVIMII2O4 (Zn[ZnTi]O4), но повечето са MIIMIII2O4 (FeII[FeIIICoII]O4, Fe[NiFe]O4).
Те кристализират в хексаоктаедричния клас на кубичната сингония със симетрия Fd3m. В зависимост от тривалентния катион, заемащ В3+ местата, се различават алуминиеви, железни и хромови шпинели със значителна смесимост между алуминиевите и хромовите. Шпинелите са метаморфогенни минерали, но се срещат и като акцесорни минерали в някои магмени скали, а в екзогенни условия – в речните и морските пясъци.

## Приложение
Шпинелите и γ-оливинът с шпинелна структура са предполагаеми съставки на горната мантия на Земята. Шпинелите участват в състава на подкоровата литосфера като основни минерали в шпинеловия лерцолит, а γ-оливинът – в преходната зона на горната мантия като твърд разтвор на гранат + γ-оливин с шпинелна структура.
Шпинелите са главни минерали във високоогнеупорната шпинелна керамика, в магнезиево-шпинелните, хромитовите и магнезиево-хромитовите огнеупори. На основата на шпинели се изготвят висококачествени керамични пигменти. Ферошпинелите, известни още като ферити, притежават уникално съчетание на магнитни, електрични и други свойства. Именно с тях са свързани успехите на изчислителната и свръхвисокочестотната техника, телемеханиката, радиоелектронната техника и други.